# Garncarskie Skały

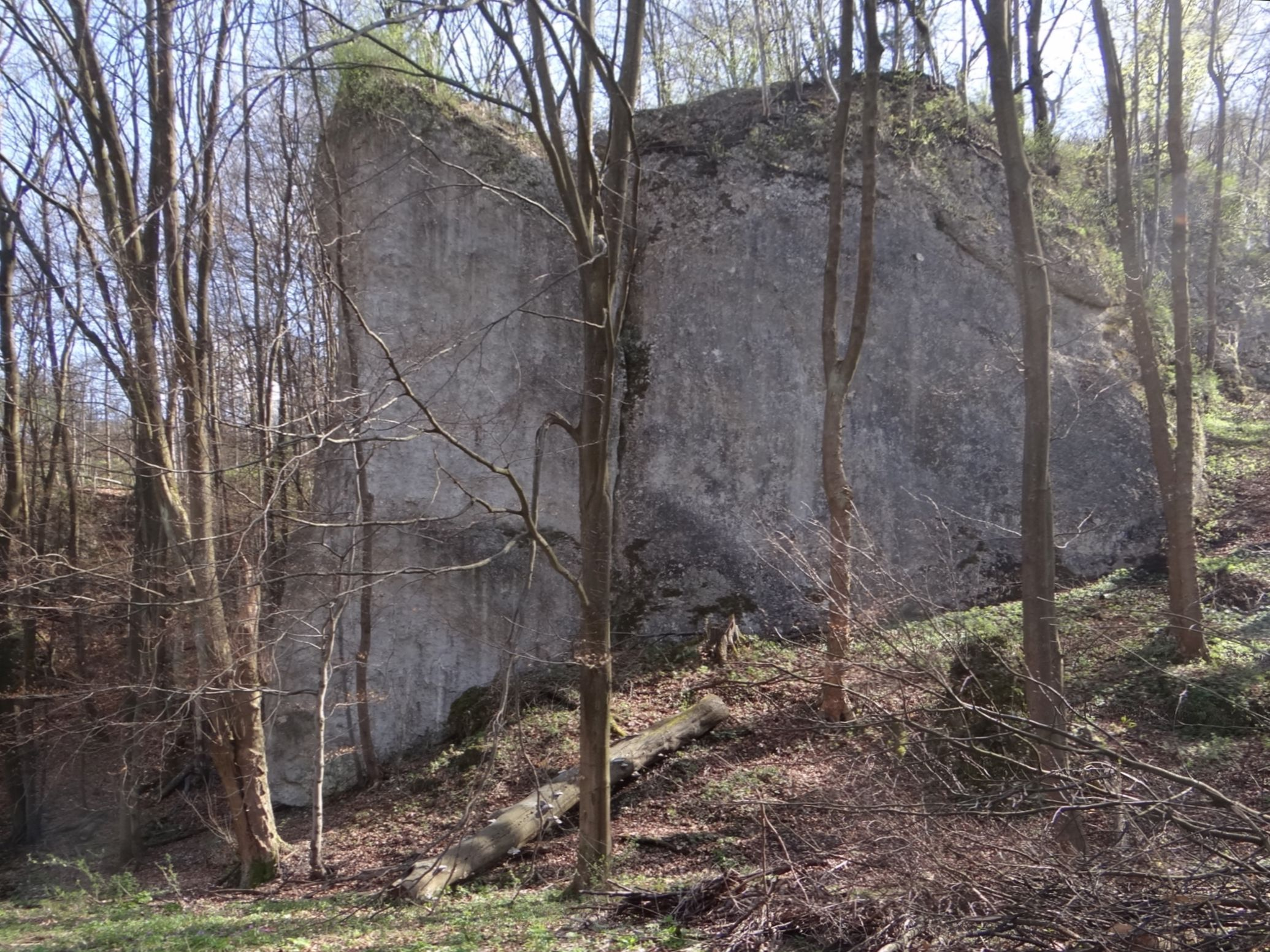
Garncarskie Skały od strony Doliny Sąspowskiej

Garncarskie Skały – skały u wylotu wąwozu Jamki do Doliny Sąspowskiej w Ojcowskim Parku Narodowym, w obrębie miejscowości Sąspów. Wraz ze znajdującymi się po przeciwnej stronie wylotu Skałami Malesowymi tworzą skalną bramę zwaną Bramą Jamki. Garncarskie Skały znajdują się w orograficznie lewych zboczach wąwozu Jamki. Na mapie Compassu mają nazwę Skały Chmielewskiego.
Zbudowane z wapienia Garncarskie Skały mają wysokość 10–25 m i kształt baszt i iglic. Ich nazwa pochodzi od tego, że dawniej była przy nich chata i pracownia garncarza. W skałach znajduje się niewielkie Schronisko Garncarskie oraz dużo większa Jaskinia Zbójecka. Na łące w pobliżu skały wypływa Źródło Harcerza. Pomiędzy nim a skałami Bramy Jamki biegnie szlak turystyczny.

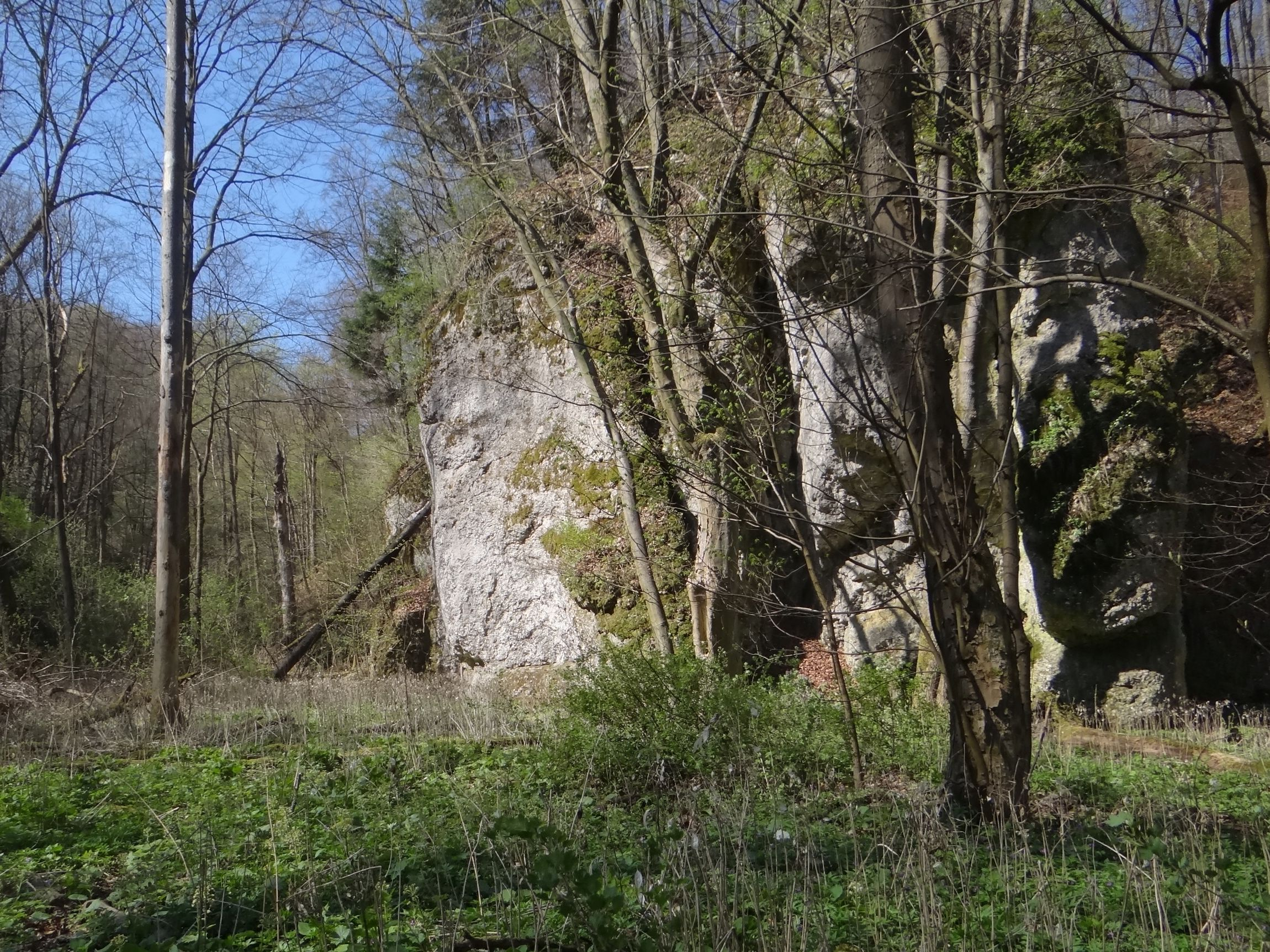
Garncarskie Skały od strony wąwozu Jamki

## Szlak turystyki pieszej
żółty z Wierzchowia przez Dolinę Prądnika i Dolinę Sąspowską do Pieskowej Skały.